# 范允臨
范允臨（1558年—1641年），字至之，號長倩，一號長白，直隸松江府華亭縣民籍，蘇州府吳縣人，明朝政治人物、書畫家。范仲淹十七世孫。

## 生平
萬曆十三年（1585年）乙酉科順天鄉試第八名舉人，二十三年（1595年）中式乙未科會試第二百十三名，二甲第七名進士。兵部觀政，授南京兵部車駕司主事，二十四年（1596年）告病，二十七年（1599年）起為南京工部主事，二十八年（1600年）蕪湖抽分，升郎中，三十二年（1604年）七月出為雲南按察司副使、兵備臨安，三十五年（1607年）平定交夷之亂，升福建布政使司右參政，致仕歸里，築室天平山。崇禎十四年（1641年）卒，年八十四。

## 著作
工書畫，與董其昌齊名。著有《輸寥館集》。

## 軼事
《萬曆野獲編》載其支硎山齋中懸聯：「松風高士供，蘭夢美人圓。」又有對云：「門前白水流將去，屋裏青山跳出來。」

## 家族
曾祖范汝信；祖父范啟曄，贈浙江按察司副使；父范惟丕，雲南按察司副使。母秦氏（封宜人）。永感下。兄范允謙（隆慶四年舉人）。子范必鉉、范必英。